# Авеланш-де-Сима
Авеланш-де-Сима (порт. Avelãs de Cima)  —  район (фрегезия) в Португалии,  входит в округ Авейру. Является составной частью муниципалитета  Анадия. Находится в составе крупной городской агломерации Большое Авейру. По старому административному делению входил в провинцию Бейра-Литорал. Входит в экономико-статистический  субрегион Байшу-Воуга, который входит в Центральный регион. Население составляет 2446 человек. Занимает площадь 40,88 км².
Покровителем района считается Апостол Пётр (порт. São Pedro). 